# Э̆
Cette page contient des caractères spéciaux ou non latins. S’ils s’affichent mal (▯, ?, etc.), consultez la page d’aide Unicode.
Le é bref cyrillique (capitale Э̆, minuscule э̆) est une lettre de l'alphabet cyrillique, composée du é ‹ Э › et du brève. Elle peut être utilisée en nénètse de la toundra.

## Représentations informatiques
Le é brève peut être représenté avec les caractères Unicode suivants :
- décomposé (cyrillique, diacritiques) :

| formes    | représentations | chaînes de caractères | points de code | descriptions                                    |
| --------- | --------------- | --------------------- | -------------- | ----------------------------------------------- |
| capitale  | Э̆               | Э◌̆                    | U+042D U+0306  | lettre majuscule cyrillique é diacritique brève |
| minuscule | э̆               | э◌̆                    | U+044D U+0306  | lettre minuscule cyrillique é diacritique brève |